# Световой конус

Световой конус (двумерное пространство + время)

Светово́й ко́нус (изотропный конус, нулевой конус) — гиперповерхность в пространстве-времени (чаще всего в пространстве Минковского), ограничивающая области будущего и прошлого относительно заданного события. Образуется изотропными векторами в пространстве-времени, то есть, ненулевыми векторами нулевой длины.

## Определение
Световой конус можно определить как множество всех точек, для которых интервал, отделяющий их от данного события (вершины светового конуса), светоподобен (то есть равен нулю). Вершина разделяет поверхность светового конуса на две части. Одна часть поверхности лежит в области будущего по отношению к вершине и содержит все события, которых может достичь световой сигнал из вершины; можно представлять, что в событии-вершине произошла мгновенная вспышка. Другая часть содержит все события в прошлом, такие, что испущенный из них световой сигнал может достичь вершины. Ось светового конуса в пространстве Минковского в любой инерциальной системе отсчёта совпадает с проходящей через вершину мировой линией частицы, неподвижной в данной системе отсчёта.
Поскольку никакой сигнал не может распространяться быстрее света, световой конус имеет прямое отношение к причинно-следственной структуре пространства, а именно, он разделяет всё пространство-время на три части по отношению к вершине: область абсолютного прошлого (конус прошлого; все события, которые могли повлиять на событие в вершине), область абсолютного будущего (конус будущего; все события, на которые влияет событие в вершине конуса) и область абсолютно удалённого (события, отделённые от вершины пространственноподобным интервалом, то есть не связанные с вершиной причинно-следственными связями). Уравнение светового конуса с вершиной в начале отсчёта зависит от пространства-времени, и имеет особенно простой вид в пространстве Минковского:
{\displaystyle (ct)^{2}-x^{2}-y^{2}-z^{2}=0} (где {\displaystyle c} — скорость света),
инвариантный по отношению к преобразованиям Лоренца.
Преобразования Лоренца, сохраняющие порядок времени, полностью сохраняют и описанное деление пространства-времени.

## Световой конус и4-скорость
В случае искривлённого пространства-времени форма световых конусов не выражается простыми уравнениями. Однако как в специальной, так и в общей теории относительности понятие светового конуса в таком простом виде имеет смысл для пространств 4-скоростей и 4-импульсов тел, взятых в локально лоренцовой системе отсчёта.
4-скорость или 4-импульс массивного тела (имеющего положительную массу) всегда будет лежать строго внутри конуса будущего. С точки зрения теории относительности, все лучи, лежащие строго внутри конуса будущего, «равноправны» и «одинаково удалены» (точнее, бесконечно удалены) от поверхности светового конуса. Поэтому разогнать массивное тело до скорости света невозможно, сколько бы и в какую сторону его ни толкали; это явление называют также световым барьером.
Безмассовые же частицы, напротив, имеют 4-импульсы, лежащие на самом световом конусе (его поверхности). Понятие 4-скорости для таких частиц определено только с точностью до умножения на положительное число (её «длина» равна 0).